# Mounira Hadj Mansour
Mounira Hadj Mansour (Amsterdam, 26 juni 1989) is een Tunesische actrice, stemactrice en presentatrice. Ze is bekend van de jeugdsoap SpangaS en de film SpangaS op Survival.
In 2014 was Mansour een van de 24 kandidaten die meededen aan het derde seizoen van de Nederlandse uitvoering van het tv-spelprogramma Fort Boyard. In 2015 nam ze deel aan het RTL 5-programma Shopping Queens VIPS; ze wist uiteindelijk weekwinnares te worden. Mansour wordt regelmatig voor radio en televisie gevraagd als lifestyledeskundige. Ze heeft een blog over lifestyle, mode en achterklap.
In 2016 tot 2019 was Mansour medepresentatrice van het zondagmiddagprogramma Life is Beautiful op RTL 4. Daarnaast speelde ze in 2021 de rol van Meryem in de miniserie Mocro Maffia: Komtgoed, ze hernam deze rol in de serie Mocro Maffia.
In 2024 deed Mansour mee aan het televisieprogramma De Alleskunner VIPS waar ze op de tiende plaats eindigde.